# Youri Khanon
Pour les articles homonymes, voir Khanine.
Youri Khanon (en russe : Юрий Ханон, pseudonyme artistique ; avant 1993 : Youri Khanine ; nom véritable Youri Soloviev-Savoyarov, en russe : Юрий Феликсович Соловьёв-Савояров, Iouri Feliksovitch Soloviov-Savoïarov) est un compositeur et homme de lettres russe né le 16 juin 1965 à Léningrad, lauréat du prix «Felix» (Prix du cinéma européen) pour la meilleure musique (1988) et récipiendaire du prix russe «Nika» en 1989. S'étant rendu célèbre, dans les années 1988—1992, au cinéma et à la télévision grâce à ses œuvres et à une série de concerts dans toute la Russie, Youri Khanon a quitté la vie publique en 1993. N’étant membre d’aucune organisation officielle, il mène une vie très hermétique et isolée à Saint-Pétersbourg.

## Biographie
En 1988, Youri Khanon achève avec succès ses études de musique (classe de composition et théorie de la musique) au Conservatoire de Léningrad, malgré la confrontation avec des professeurs conservateurs. Khanon considère comme ses précurseurs et ses maîtres les deux compositeurs et idéologues particuliers — Alexandre Scriabine et Erik Satie.
Youri Khanon n'est pas seulement compositeur, mais il travaille aussi comme écrivain, peintre, philosophe, pianiste de studio et botaniste–sélectionneur. Il est le petit-fils de M.N.Savoyarov, un «des rois de l'humour» — comédien et compositeur célèbre dans le Petrograd prérévolutionnaire.
La même année, Youri Khanon est engagé par Alexandre Sokourov pour la musique de son film Les Jours de l'éclipse. Ce premier ouvrage de Khanon est récompensé par le Prix du cinéma européen pour la meilleure musique. Dans les années 1988—1991, Khanon jouit d'une grande popularité. Il compose des bandes originales pour trois films, il donne des concerts et une série d'interviews à la télévision, il publie une série d'articles dans la presse. Très souvent, ses interventions sont accompagnées de scandales. Ses concerts “La musique des chiens” (Moscou, décembre 1988) et “Des embryons desséchés” (Khanon – Satie, Léningrad, mai 1991) font sensation.

« La musique de Khanine n’est pas du tout de la musique au sens propre, mais une forme d'existence et d’incarnation de l'idée. Mettez-vous bien cela dans la tête. »

— Durant le tournage d’une émission de la télévision « Kinoserpantine », 1990.
Le Studio des films documentaires de Saint-Pétersbourg produit un film-opéra pseudo-biographique sur la musique de Youri Khanon «Os de Chagrin» en 1992 (d'après le roman de Balzac La Peau de chagrin), avec Youri Khanon dans le rôle principal. La compagnie anglaise « Olympia », a produit un CD (aussi en 1992) composé de trois œuvres symphoniques de Youri Khanin intitulées : « Cinq orgasmes minimals », « Certain concert pour piano et orchestre », « Symphonie Médiane ».

« Cinq petits orgasmes, oc.29 (1986) furent composés pour répondre directement au Poème de l'extase de Scriabine. Un certain concerto pour piano et orchestre, oc.31 (1987) fut écrit dans le genre du "faux concerto", concerto/supercherie, où l’auditeur est sans cesse trompé et voit son anticipation couronnée par le vide. Le thème de la supercherie est l’un des principaux aspects des créations de Khanine. Symphonie Moyenne, oc.40 (1990), avec un texte du compositeur, est une œuvre vaste, tout à fait extraordinaire, avec une structure assez peu naturelle et plutôt affectée. Elle se termine par un canon dans lequel les trois chanteurs chantent le même texte à rebours pendant 81 mesures. Le texte est très abstrus, presque absurde, en fait on est obligé de renverser ses impressions de toute la symphonie après l’audition. — Est-ce que cette discussion épuise le sujet de ce disque? Je n’en sais rien — j’en doute. »

C’est la musique de ce CD qu’on retrouve de temps en temps (et sans l’accord de l’auteur) dans des mises en scène russes comme étrangères, ainsi que dans les soundtracks des films et des émissions de télévision. C’est le seul CD lancé sur le marché par l’auteur; ensuite plus d’une dizaine des disques masters n’ont pas été produits en masse. Depuis 1992, Youri Khanon a arrêté ses interventions publiques, ses interviews, ses concerts et tournages à la télévision, ainsi que la publication de sa musique. Il s'est concentré sur le travail “en compagnie de lui-même”. Il n'a jamais appartenu et n'appartient maintenant à aucune organisation professionnelle. Parmi les compositeurs, Youri Khanon se distingue par sa position indépendante et par sa manière hermétique de la création.
« ...Il est évident que Youri Khanon est entré dans l'histoire de la musique comme “le compositeur le plus fermé”. Après avoir été reconnu en Europe à l'âge de 23 ans et après avoir fait sensation en Russie, il n'a vécu en public que trois ans et puis il a refusé de continuer comme il le faudrait en bonne règle. Il a fermé avec bruit la porte, il a tiré le rideau en disant: “C'est tout, pensez que je n'existe pas”... et nous, ses contemporains, n'avons rien trouvé à lui répondre. »
Parmi les mises en scène théâtrales, c'est le ballet en un acte “Duo medial” avec la musique de Khanon (la première partie de la «Symphonie Mediale») monté d'abord au théâtre Mariinsky (en 1998, nomination au prix “Le masque d'or” - 2000) puis au théâtre Bolchoï et au théâtre le New York City Ballet (2006) qui est le plus connu. Presque tous les solistes des ballets principaux russes dansent le “Duo médial” pour un de leurs numéros de concert partout dans le monde entier. Le fait éloquent est que pour le «Duo médial » représenté sur les plus grandes scènes du monde entier par plusieurs compagnies théâtrales depuis plus de dix ans Yuri Khanon n’a signé aucun contrat de création et n’a jamais reçu de cachet.

« … parmi les compositeurs modernes je me souviens du pétersbourgeois Yury Khanon, qui a surpris il y a quelques années tout le monde par la musique du film d'Alexandre Sokourov Les Jours de l'éclipse. Après de longues recherches, j'ai trouvé son disque à Copenhague. C’était une musique conceptuelle, théâtrale, triste et rythmique. En portant un regard différent j’ai eu la sensation de ressentir deux êtres ailés, qui ne participaient pas formellement à l’action, tout en étant les personnages principaux de ce petit ballet. Malheureusement, j'utilise seulement une partie (la première) « d'une Moyenne symphonie », mais je garde l'espoir de pouvoir mettre en scène toute la symphonie en entier. »

— Alexeï Ratmansky, annotation de Mariinsky ballet, 24 nov. 1998.
2001, les tournées à Versailles.

« … Le “Middle Duet” a eu un succès important auprès du public. La représentation originale du danseur de 33 ans et maître de chorégraphie Alexeï Ratmansky sur la musique du compositeur moderne Youri Khanon plonge les spectateurs dans un monde sombre, où dans le rayon de la lumière ranime le duo mystérieux: sous les sons du piano avec l’orchestre, le partenaire par des mouvements pulsatifs tente de retenir le partenaire, qui avance sans arrêt sur ses pointes, en tressant de ses pas brusques et sensuels une toile d'araignée complexe. Cette seule miniature moderne a embelli la représentation en deux actes… »

— Victor Ignatov, Paris, « Le Journal la Culture », les 23-29 août 2001.

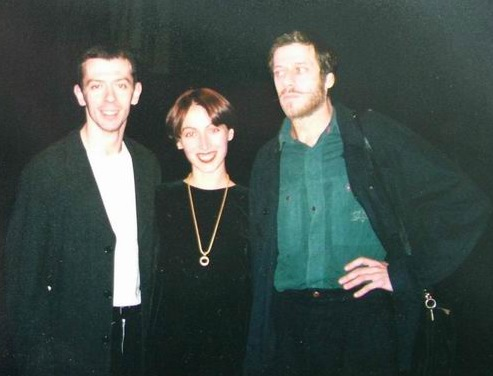
Alexeï Ratmansky et Youri Khanon, «Duo Medial», Théâtre Mariinsky, 24 nov 1998.

- Youri Khanon est aussi connu comme pianiste original. À la fin des années 1990, il a enregistré plus d’une dizaine de disques en studio. Parmi ces enregistrements, se distinguent particulièrement deux disques regroupant tous les préludes d'Alexandre Scriabine exécutés d'une manière extrêmement excentrique et inattendue[8]. Ces disques sortent de l’ordinaire car ils représentent une sorte de "troisième voie", une manière d'interpréter complètement nouvelle basée sur un dialogue musical entre deux personnalités, celle du compositeur et celle du pianiste. Les autres enregistrements de Youri Khanon représentent des compositions pour piano, par exemple, il a réalisé une œuvre de presque cinq heures intitulée «Les préludes ossifiés» (un coffret de quatre disques), «24 exercices par faiblesse» ou «50 études pour piano tombé», ainsi qu’un disque reprenant le style non traditionnel de la musique de piano d'Erik Satie[8].

Dès le début de sa « carrière » créatrice, Youri Khanon NE voulait PAS instamment appeler son activité (ou sa profession) par des noms tels que « compositeur », « écrivain » ou « peintre ». Pour lui, la création des œuvres d'art ne constitue pas le but principal. Selon lui, il y a beaucoup de compositeurs et d'artistes hormis Youri Khanon. « Il est impossible de sortir dehors sans se heurter au corps d'un compositeur ou écrivain », a-t-il écrit dans un article en 1993. Pour lui, le but principal était toujours non l'art lui-même, mais le système d'idées qui se réalisent à l'aide de différents procédés d'art.

« ... Youri Khanon est canoniste et doctrinaire. Cela veut dire qu'il n'est pas un simple compositeur. La création de la musique pour Youri Khanon est la possibilité d'exprimer la Doctrine. De telles possibilités représentent aussi la création des œuvres littéraires et l'interprétation des œuvres musicales. Khanon joue des œuvres musicales pour piano d'Erik Satie et d'Alexandre Scriabine. Il les considère comme ses maîtres, alors que les autres ne sont pour lui que “de simples compositeurs”. Youri Khanon compose beaucoup de musique. Elle peut être divisée en deux espèces: celle médiale et celle extrêmale. <...> De nos jours (et non seulement de nos jours), le personnage de Khanine est excessivement curieux et unique». »

— Viktor Ekimovsky, Automonographie.

## Œuvres

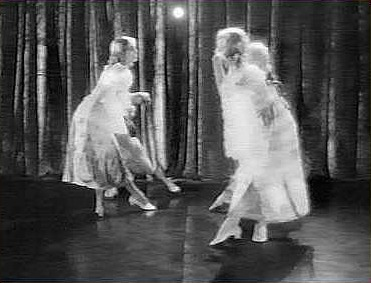
Passepied de opéra-entracte «L'Os de chagrin»

Youri Khanon travaille dans presque tous les domaines de musique académique:
- Ballets:

«Un pas en avant deux pas en arrière» (oc.24, 1986, d'après l'article de Vladimir Lénine).
«L'Os de Chagrin» (oc.37, 1989, d'après le roman d'Honoré de Balzac “La Peau de chagrin”, libretto de Youri Khanon).
«Craque-noisette» (oc.43, 1990, d'après le ballet “Casse-noisette” de Tchaïkovski).
«Sigelle» (oc.55, 1993, d'après le ballet d'Adam “Giselle”, libretto de Youri Khanon).
« ... je ne plaisante jamais! L'absurde n’est pas une plaisanterie! L'orchestre, la troupe de ballet, la mise en scène à grand spectacle du théâtre sont beaucoup sollicités et le public vient pour le spectacle. C’est aussi sérieux que dans un Congrès national de députés.  »
- Opéras:

«L'Os de chagrin» (oc.38, 1990, opéra-entracte du ballet du même nom, d'après le texte de roman d'Honoré de Balzac “La Peau de chagrin”).
«Vie terne» (oc.54, 1993, opéra terne, libretto de Youri Khanon).
«La force de la Destin» (oc.59, 1995, opéra omonima d'après l'opéra La forza del destino de Giuseppe Verdi).
«Norma» (oc.65, 1997, opéra incognita, d'après l'opéra “Norma” de Vincenzo Bellini).
«Ce que Zarathoustra a dit» (oc.68, 1998, opérette d'Église, d'après “Ainsi parlait Zarathoustra” de Friedrich Nietzsche).

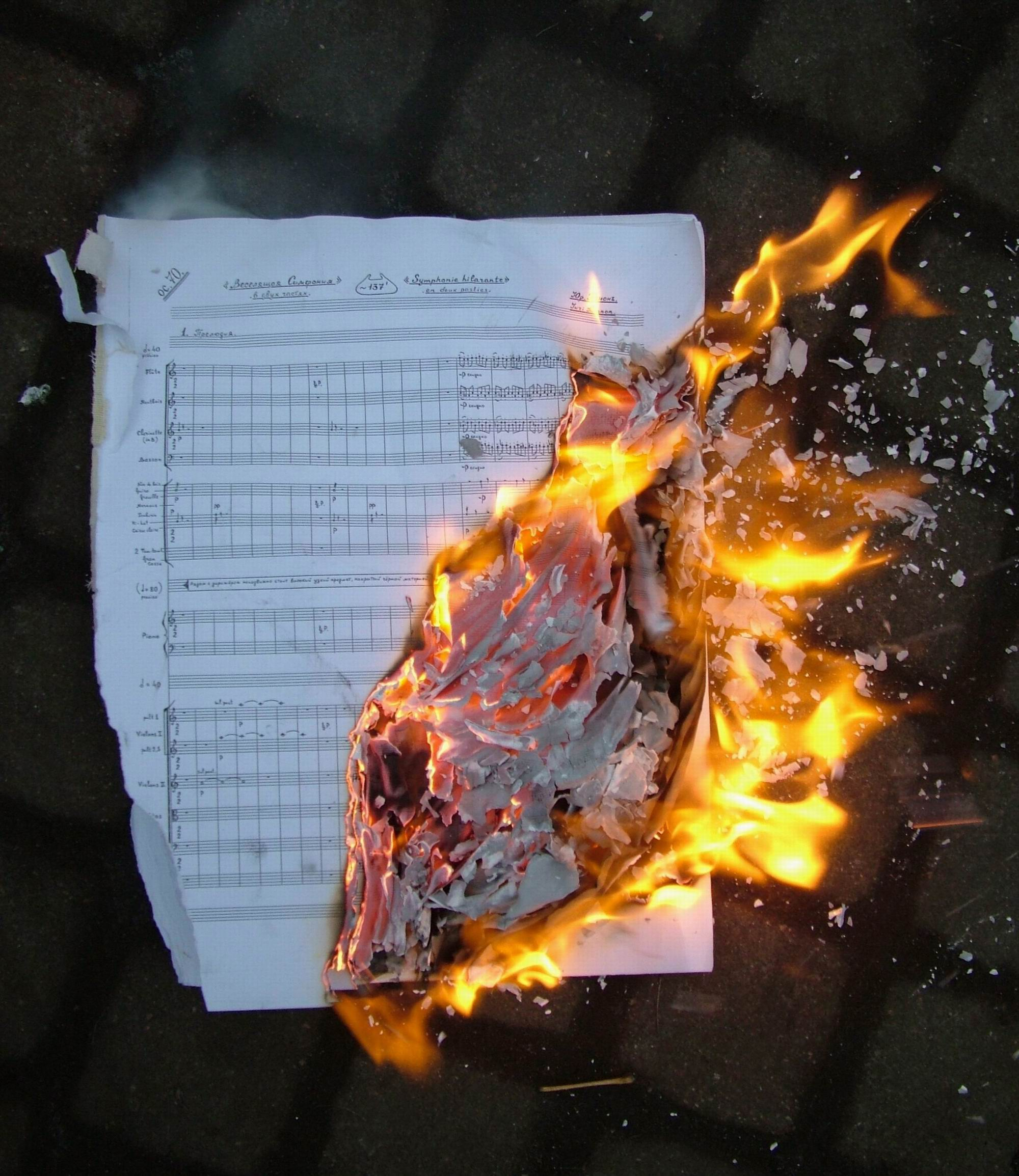
Symphonie Hilarante (novembre 2017, première et dernière performance)

- Symphonies d'orchestre:

«Symphonie des Chiens» (oc.35, 1989).
«Symphonie Médiale» (oc.40, 1990).
«Trois Symphonies extrêmales» (oc.60, 1996).
«Symphonie Hilarante» (oc.70, 1999).
«En feuilletant les gens» fresque d'orchestre de cinq heures (en 25 parties, oc.54, 1992).
- Musique pseudo-religieuse:

«Missa sterilis» pour cinq personnes, (oc.61, 1996)
«Requiem internam» (Albigeois), (oc.71, 1999)
le mystère «Agonia Dei» (oc.72, 2000)..., et beaucoup d'autres compositions sacrées, symphoniques, compositions de chambre ou compositions pour piano.
Depuis 2009, Youri Khanon a opté pour une méthode spéciale de «créativité inversée», quand «une partition est écrite vers l'avant et que l'autre retourne à sa destruction complète». Agissant de cette manière, il espère détruire toutes ses œuvres écrites avant la période de probation, à la fois publiées et interprétées, et non publiées. C'est sa réponse hermétique.

   — « Ce monde est un criminel, il ne mérite que des cendres ».:513

## Films
Youri Khanon n'a travaillé au cinéma que trois ans (de 1988 à 1991). Il a composé sa première œuvre (pour “Les Jours de l'éclipse”, réalisateur A.Sokourov) quand il était encore étudiant au conservatoire. À peine sorti, ce film a reçu le prix «Felix» de l'Académie européenne du cinéma (Prix du cinéma européen, novembre de 1988, Berlin-Ouest) pour la meilleure musique de film (en réalité, le prix a été attribué 5 jours avant la première officielle du film). Au dire du compositeur, il a écrit cette musique non seulement pour le scénario et pas vraiment pour le film, mais surtout en se basant sur la physionomie d’Alexandre Sokourov, c'est probablement pour cette raison que le premier et le principal morceau musical était appelé par Youri Khanon «Une tête prise à part». Youri Khanon a été le tout premier compositeur à recevoir le prix «Félix» pour la meilleure musique de film, et cela seulement six mois après avoir achevé ses études au conservatoire. Malgré ce grand succès, depuis 1991, Youri Khanon n'est plus revenu au travail dans le cinéma et pour le cinéma.
« Je ne louerai pas la musique de Khanon. Dans notre monde de cultures hermétiques, Khanon est remarquable quand même, car il réussit à toucher la masse des sphères infiniment éloignées l'une de l'autre. Même si les ravissements sont faux et que la haine est illimitée, chez l'observateur fin, la musique de Khanon encourage avant tout la raison...
— ( Kirill Chevtchenko, journal «Smena», novembre 1991) »
- 1988 – Les Jours de l'éclipse (compositeur) [22]
- 1989 – Sauve et garde d'après le roman de Flaubert “Madame Bovary” (compositeur) [23]
- 1990 – Le Démon mesquin (court métrage, d'après le roman de Fiodor Sologoub) (compositeur)
- 1992 – L'Os de chagrin (Chagrenevaia Kost (ru), 38 min) film - opéra avec des éléments de film documentaire (auteur de la musique, auteur du scénario en collaboration avec I.Bezroukov; interprète du premier rôle).

## Activité publique
De 1988 à 1991 Youri Khanon s’est produit dans la série de concerts de chambre et symphoniques organisés dans les centres musicaux de la Russie (comme Moscou, Ekaterinbourg, Leningrad, Pétersbourg et Kazan) et en Europe (Paris, Nuits, Turin). La tournée a eu un grand succès, parfois scandaleux. Les quatre concerts de Khanon à Moscou («La musique des chiens») passés dans les cadres de la première du film «Les Jours de l'éclipse» (Palais de la culture ZVI, le 1–4 décembre 1988) ont eu la plus grande résonance. C’est dans cette courte période (de 1989 à 1991) que Yuri Khanon se forçait à jouer un rôle d’une personne publique : pendant ces trois ans il accordait des interviews pour la télé, la radio et la presse. Il se permettait des énonciations tellement franches concernant l’establishment d’état et musical que même dans les années 1990, le moins soumis à la censure, Mark Zakharov, réalisateur connu par l’indépendance de son esprit a été obligé de couper l’interview de Khanon dans son « Panorama cinématographique ». C’est aussi la raison de la fermeture de sa rubrique cyclique «lectures de Khanon» après sa première émission dans le cadre de «Cinquième roue», émission connue à la télévision de Leningrad.
D'ailleurs, pendant la période de son activité publique Youri Khanon n’exécutait pas que sa propre musique. Ainsi ces concerts qui ont eu un grand succès à Léningrad de 1990 à 1991, avaient le nom «Embryons desséchés» (Erik Satie, Youri Khanon). Lors de ces concerts la plus grande partie des œuvres vocales d'Erik Satie, compositeur original et excentrique, a été exécutée pour la première fois en Russie et en langue russe. Yuri Khanon jouait dans ses programmes les œuvres de Satie et de Scriabine dans leur voisinage singulier. Outre cela Khanon exécutait les œuvres d'autres compositeurs français, les adeptes et les contemporains de Satie. Ainsi il a eu l’honneur d’interpréter pour la première fois en Russie le cycle vocal de Darius Milhaud «Les machines agricoles». Ces pastorales pour une voix et sept instruments ont été exécutées en 1987 dans la salle de Conservatoire de Leningrad, aussi en langue russe.

## Œuvres littéraires

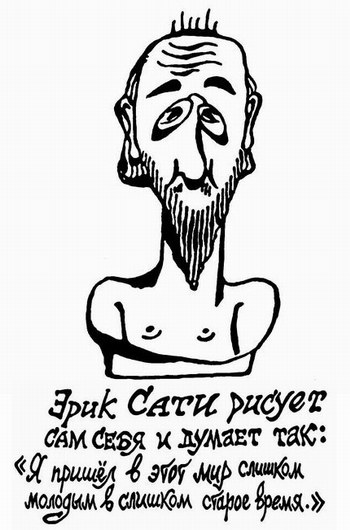
Erik Satie, autoportrait 1913 (de livre «Souvenirs antidatés»).

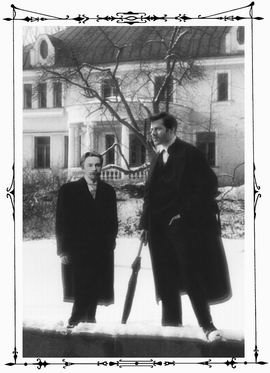
Frontispice: Youri Khanon & Alexandre Scriabine, Saint-Pétersbourg, 1902.

Depuis 1983, Youri Khanon travaille comme écrivain: essayiste et nouvelliste. En 1993 sur les instances des éditeurs, Khanon a publié ses «Conversations ternes», le cycle de ses articles (plus d’une vingtaine), où il a fait connaître les thèses essentielles de sa doctrine sous une forme sarcastique et provocatrice (journal «Aujourd’hui / Segodnïa», Saint-Pétersbourg, avril-novembre 1993). Six mois plus tard, la publication de ce cycle d'articles a été interrompue par l’auteur. Aujourd’hui pratiquement tous ces articles, ainsi que ceux des autres cycles, sont accessibles sur des sites Internet divers.
Son roman en mémoires le plus connu “Scriabine comme face” (1995), qui compte environ 700 pages, a été créé en tant qu'objet “du chic” de l'art littéraire. Une partie du tirage de ce livre a paru avec une reliure de cuir selon la technologie du XIXe siècle. Le roman comporte des mémoires personnels de l'auteur qui pendant plus de vingt ans a côtoyé le célèbre compositeur russe Alexandre Scriabine. La langue et le style d'écriture sont légers, inspirés par la langue parlée et littéraire de la première décennie du XXe siècle.
« Pour la première fois dans l'histoire de la musique, ce n'est pas un biographe, musicologue, critique musical ou, enfin, écrivain ou philosophe qui écrit sur le compositeur, mais aussi le compositeur, un personnage, peut-être pas moins marquant et original qu'A.Scriabine. C'est probablement pourquoi le livre a pu éviter tous les clichés littéraires banals. Pour l'auteur de ce livre, Scriabine “sans cérémonie” continue à vivre même dix ans après sa mort tout près, à côté, en restant un homme très proche, très cher à l'auteur, même un homme “intérieur” pour lui.
— ( Annotation de la maison d'édition “Faces de la Russie”, “Liki Rossii”) »
« …Mon livre peut paraître monotone. Cependant, ne me plaignez pas! Il n'est pas du tout plus monotone, que ne l’est votre vie. Mais je suppose justement qu’au milieu de cette vie monotone ce livre apparaîtra sans doute comme une tache très brillante…
— ( Youri Khanon «Scriabine comme Face», Prélude au author.) »
En 2010 paraît une œuvre épaisse sur l’histoire de la musique: «Erik Satie, Youri Khanon : Les souvenirs antidatés» (édition collective, Centre de la Musique Médiane et Faces de la Russie). Il n’est pas anodin qu’un livre de 700 pages environ a deux auteurs : il est écrit à forme libre et provocatrice. Le livre a recueilli toutes les œuvres littéraires, les articles critiques et les notes d’Erik Satie, ainsi que la plupart de ses lettres, plus d’une soixantaine de ses dessins, et toute sa vie dès la naissance jusqu’à la mort. — C’est le premier livre de Satie et sur Satie édité en russe.

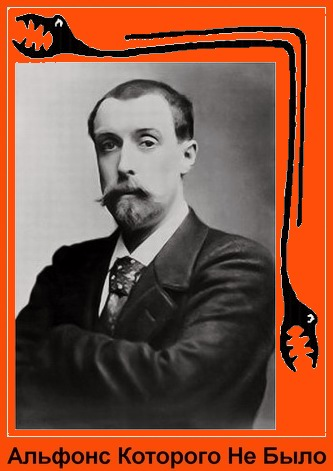
Alphonse qui n’existait pas, 1889-2013

En 2013 l'édition «Centre de la Musique Médiane» et «Liki Rossii» (Saint-Pétersbourg) ont fait paraître un livre de Youri Khanon: «Alphonse qui n’existait pas». C’est le premier livre d’Allais et sur Allais en russe. Il comprend deux recueils d’Alphonse Allais: «On n’est pas des bœufs» et «Deux et deux font cinq», ainsi qu’un micro recueil «Trois bottines» et deux grands préfaces : «Alphonse qui existait» et «Alphonse qui n’existait pas». Le texte russe du livre appartient entièrement à Youri Khanon.
« J’ai mis dans ce livre… dans ce livre, je répète, tout…

tout ce que j’ai connu jusqu'à ce jour sur la stupidité

et l indigence d'esprit… les vôtres, madame, monsieur…, et même mademoiselle.

Et je demanderais tous les autres de ne pas s’inquiéter.

Par ce qu’il est déjà tard de s’inquiéter.
— ( Youri Khanon, épigraphe du livre Alphonse qui n’existais pas) »

Après 2009, Yuri Khanon a commencé à publier ses essais, histoires, articles et résultats de recherche sur son propre site Web "Khanograf", créé avec Anna Tharon;
Ayant perdu l’opportunité de travailler avec des maisons d’édition russes, Yuri Khanon a commencé après 2009 à publier ses essais, histoires, récits, articles, extraits de livres et résultats de recherches sur son propre site Internet « Khanograph », créé avec Anna Tharon (en) ; au début des années 2020, leur nombre dépassait les deux cents et demi. Outre l'auteur principal, Boris Yoffe, Viktor Ekimovsky (ru), Vladimir Tikhonov (en), Psoy Korolenko, Anna Tharon (en) et d'autres personnalités célèbres ont également publié sur la même ressource, souvent en co-auteur. Les sujets des textes sont très larges, de la « philosophie naturelle de la nature » à la musicologie historique, et correspondent généralement à l'éventail des intérêts de l'auteur principal. La plupart des articles sont rédigés en russe, mais il existe des documents en allemand et en anglais. En 2024, les deux sites Web personnels de Khanon ont été archivés « pour stockage éternel » dans le catalogue de la Bibliothèque d'État de Bavière.